# Masyw Kopystańki
Masyw Kopystańki – masyw górski w środkowo-wschodniej części Pogórza Przemyskiego, którego najwyższym szczytem jest góra Kopystańka (541 m n.p.m.).

## Topografia
Od północy sąsiaduje z bezimiennym pasmem ciągnącym się w kierunku północno-zachodnim ku dolinie Sanu, w okolicach Krzywczy. Na południu graniczy z przełomem rzeki Wiar oraz z Pasmem Działu. Na wschodzie z bezimiennym pasmem ciągnącym się na linii północ-południe od Kalwarii Pacławskiej do Przemyśla.

## Opis
Masyw w części zalesiony, w wyższych partiach łąki i połoniny (Połoninki Rybotyckie). Centralną i południową część masywu zajmuje Rezerwat przyrody Kopystanka. Na południe od głównego szczytu grodzisko z XI - XIII wieku. Na wschodnich stokach Kopystańki mała wieś Kopysno, gniazdo rodu Kopystyńskich .

## Szlaki turystyczne
Przez większość obszaru masywu przebiega  Czerwony Szlak Przemysko-Sanocki oraz  Żółty Szlak Rybotycki łączący Suchy Obycz z wierzchołkiem Kopystańki.